# コンフィット
コンフィット（英語: Comfit）は、砂糖がけの衣でドライフルーツやナッツ、種子やスパイスを包んだ菓子であり、パンニングにより砂糖がけしてあることが多い。形は別として日本の金平糖に近い。モスリンの袋や装飾を凝らした容器に入ったアーモンドコンフィット（「シュガーアーモンド」または「ジョーダンアーモンド」とも呼ばれる）は、ヨーロッパや中東の多くの国では幼児洗礼や結婚式といった慶事の際に贈るのが伝統になっており、オーストラリアやプエルトリコなど他の国や地域にも伝播している。リコリス菓子のコンフィットにはさまざまな色が付けられるが、アーモンドのコンフィットは結婚式で出されるものはたいてい白で、その他の慶事の際には明るい色が付けられることもまる。

中世後期のレシピではアニスの種を使うとしており、フェンネル、キャラウェイ、コリアンダーやさいの目切りの生姜を使ってもよいとされている。アニスを使うものは、今でいうアニシード・ボールの元となっていると考えられる。

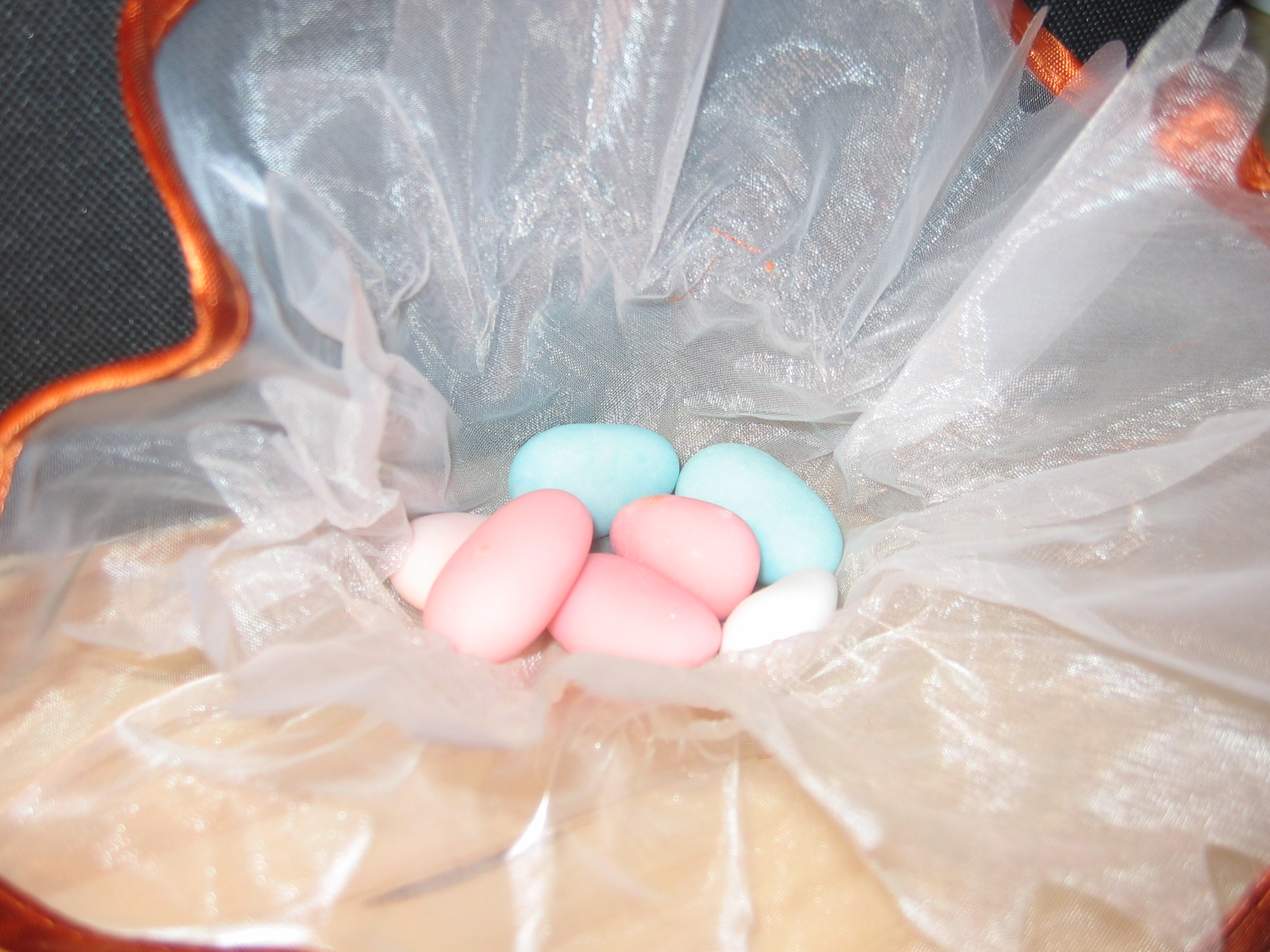
洗礼の際に配られるアーモンドのコンフィット（フランス。同地ではドラジェと呼ぶ）
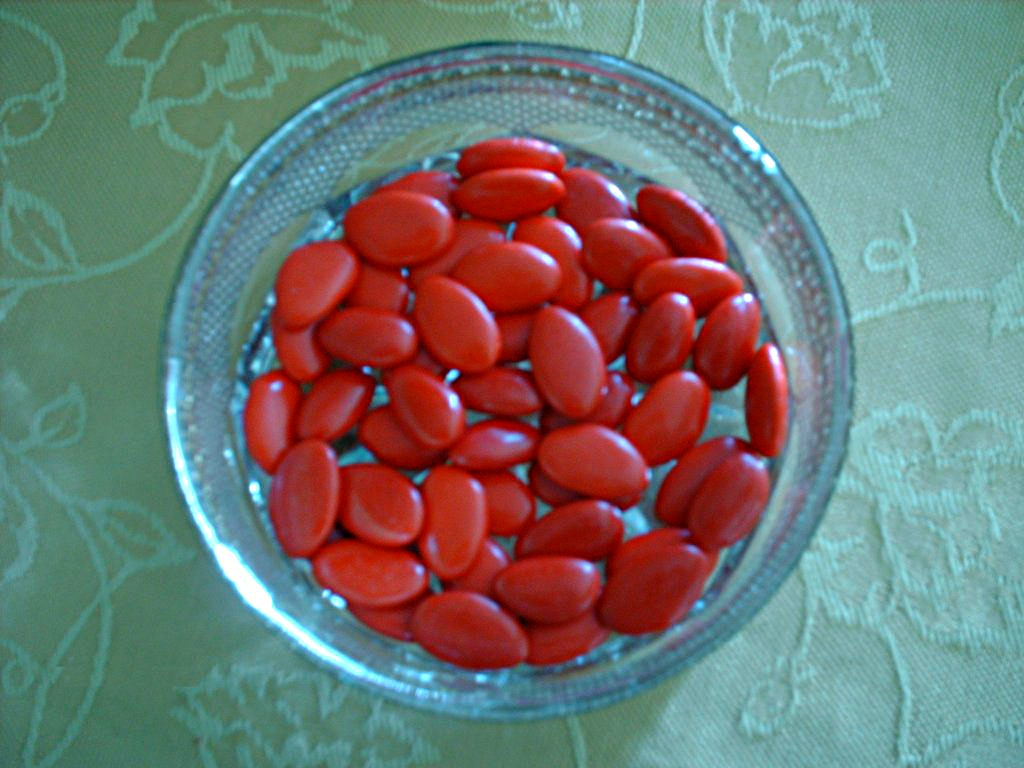
イタリアでは、学位授与の祝いにコンフェッティ・ロッシと呼ばれる赤いアーモンドのコンフィットが贈られる。